# Bully Kutta

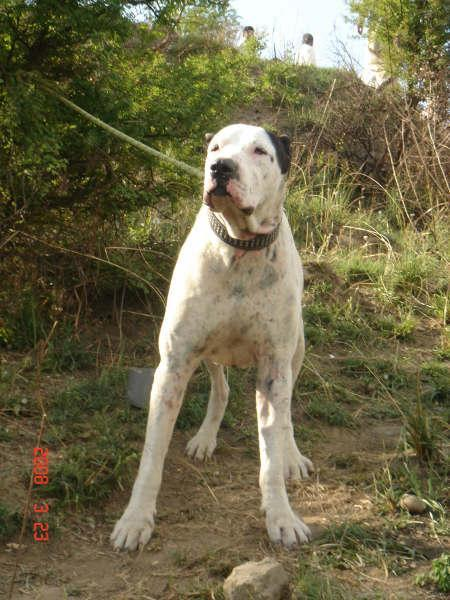
Bully kutta 1

Bully Kutta (urdu: بللے کتا; sindhi: بللے کتا) to pies z grupy Molosów pochodzący z Pakistanu. Słowo bully wywodzi się z języków Sindhi i Urdu, gdzie wyraz bohli znaczy pomarszczony a słowo kutta znaczy pies. Na świecie znany jako mastif pakistański, jednak w swojej ojczyźnie znany pod nazwą Mastif Sindhi. Obecne występują głównie w wiejskich obszarach Pakistanu. Są to bardzo duże psy, których rozmiary dochodzą nawet do 110cm w kłębie, osiągają zaś ciężar 100kg. W Pakistanie używane do psich walk oraz walk z niedźwiedziami, jak również jako psy stróżujące.